# Hodgson-Riesengleithörnchen
Das Hodgson-Riesengleithörnchen (Petaurista magnificus) ist ein Gleithörnchen aus der Gattung der Riesengleithörnchen (Petaurista). Es ist im Himalaya im nördlichen Indien, Bhutan, Nepal sowie im südlichen Tibet verbreitet.

## Merkmale
Das Hodgson-Riesengleithörnchen erreicht eine Kopf-Rumpf-Länge von 36 bis 42 Zentimetern sowie eine Schwanzlänge von 41,5 bis 48 Zentimetern. Die Hinterfußlänge beträgt 72 bis 78 Millimeter, die Ohrlänge 41 bis 43 Millimeter. Die Art ist damit innerhalb der Gattung relativ groß. Die Rückenfärbung ist braun bis rötlich-braun mit einem dunkelbraunen bis schwarzen Streifen, der vom Kopf über den Rücken bis zum Schwanzansatz verläuft. Auf den Schultern befinden sich gelblich-braune Flecken, die rotbraun eingefasst sind, auch die Oberseite der Flughaut ist rotbraun gefärbt. Der Bauch und die Kehle sowie die Füße sind heller rotbraun. Die Schwanzbasis ist dunkelbraun, danach ist der Schwanz über den größten Teil der Länge rotbraun und hat eine schwarze Spitze. Im Vergleich zum Gefleckten Riesengleithörnchen (Petaurista elegans), mit dem es teilweise sympatrisch vorkommt, ist es etwa 25 % größer.
Wie alle Riesengleithörnchen hat es eine große und behaarte Flughaut, die Hand- und Fußgelenke miteinander verbindet und durch eine Hautfalte zwischen den Hinterbeinen und dem Schwanzansatz vergrößert wird. Die Flughaut ist muskulös und am Rand verstärkt, sie kann entsprechend angespannt und erschlafft werden, um die Richtung des Gleitflugs zu kontrollieren.
Die Gesamtlänge des Schädels beträgt 65 bis 74 Millimeter.

## Verbreitung

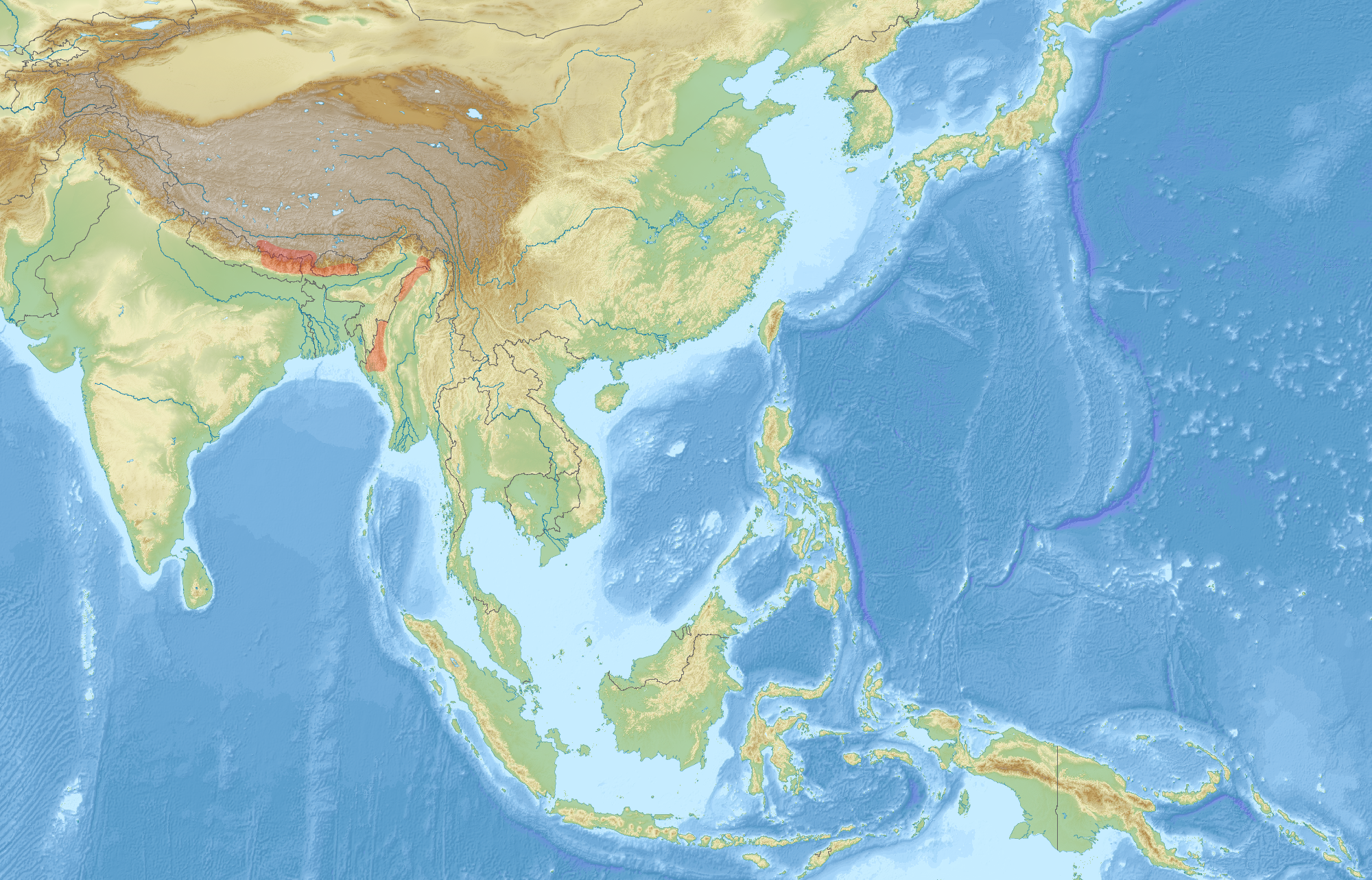
Verbreitungsgebiet des Hodgson-Riesengleithörnchens (rötliche Bereiche)

Das Hodgson-Riesengleithörnchen kommt am Südrand des Himalaya im  nördlichen Indien im Bundesstaat Sikkim, weiterhin in Nepal und Bhutan sowie im südlichen Tibet in der Volksrepublik China (Provinz Xizang) vor. Zudem ist die Art wahrscheinlich im nördlichen und nordwestlichen Myanmar heimisch.

## Lebensweise
Das Hodgson-Riesengleithörnchen lebt in immergrünen Wäldern und Laubwäldern des Himalaya von den Tälern bis in Höhen von 3000 Metern, eine Bevorzugung von sommergrünen Wäldern wird angenommen. Es ist strikt baumlebend sowie weitgehend nachtaktiv und ernährt sich von Blättern, Knospen und Blüten der Rhododendren und anderen Bäumen sowie von Früchten und Gräsern. Wie alle anderen Flughörnchen ist auch diese Art in der Lage, weite Strecken gleitend zurückzubringen, indem sie von einem Baum abspringt. Dabei wurden Individuen der Art beobachtet, wie sie 60 bis 100 Meter gleitend zurücklegen und zur Landung einen leichten Bogen nach oben vollziehen.
Die Art baut Nester aus Moos und anderem Weichmaterial mit einem runden Eingang in hohlen Bäumen oder im Geäst höherer Bäume in Höhen von 10 bis 15 Metern. Die Kommunikation erfolgt über verschiedene Töne, wobei ein monoton dröhnender Laut typisch für ihr abendliches Auftreten ist. Über das Fortpflanzungsverhalten liegen nur wenige Daten vor.

## Systematik
Das Hodgson-Riesengleithörnchen wird als eigenständige Art innerhalb der Gattung der Riesengleithörnchen (Petaurista) eingeordnet, die insgesamt acht bis neun Arten enthält. Die wissenschaftliche Erstbeschreibung stammt von Brian Houghton Hodgson aus dem Jahr 1836 anhand von Individuen aus dem zentralen und nördlichen Nepal. Ursprünglich beinhaltete die Art auch das Bhutan-Riesengleithörnchen (Petaurista nobilis), das allerdings mittlerweile als eigene Art anerkannt wurde.
Innerhalb der Art werden neben der Nominatform P. m. magnificus keine weiteren Unterarten unterschieden.

## Bestand, Gefährdung und Schutz
Das Hodgson-Riesengleithörnchen wird von der International Union for Conservation of Nature and Natural Resources (IUCN) aufgrund seines großen Verbreitungsgebietes und seiner angenommen großen Bestände als nicht gefährdet (least concern) eingestuft. In Teilen des Verbreitungsgebietes wird es als selten betrachtet und man geht von einem Rückgang der Populationen vor allem aufgrund von Lebensraumverlusten durch die Umwandlung von ehemaligen Waldgebieten in Teepflanzungen und andere landwirtschaftliche Kulturen wie Kardamomfelder aus. Hinzu kommen der Holzeinschlag und Waldbrände sowie andere anthropogene Einflüsse als Gefährdungsursachen, darunter auch regional die Jagd nach den Tieren als Fleischlieferant. Im Bereich des Typenfundorts in Nepal ist das ursprüngliche Habitat bereits vollständig umgewandelt.

## Belege
1. 1 2 3 4 5 6  Hodgson's Giant Flying Squirrel. In: Andrew T. Smith, Yan Xie: A Guide to the Mammals of China. Princeton University Press, 2008; S. 178–179. ISBN 978-0-691-09984-2.
2. 1 2 3  Richard W. Thorington Jr., John L. Koprowski, Michael A. Steele: Squirrels of the World. Johns Hopkins University Press, Baltimore MD 2012; S. 115. ISBN 978-1-4214-0469-1
3. 1 2 3  Petaurista magnificus in der Roten Liste gefährdeter Arten der IUCN 2010.4. Eingestellt von: S. Molur, 2008. Abgerufen am 14. Juni 2014.
4. 1 2 3 4  Don E. Wilson & DeeAnn M. Reeder (Hrsg.): Petaurista magnificus in Mammal Species of the World. A Taxonomic and Geographic Reference (3rd ed).